# Semonice
Semonice (německy Semonitz) jsou část města Jaroměř v okrese Náchod. Nachází se asi čtyři kilometry od centra města, na jeho jihozápadním okraji, směrem ke Hradci Králové. Prochází tudy železniční trať Pardubice–Jaroměř a silnice I/33. Semonice jsou také název katastrálního území o rozloze 3,85 km².

## Historie
Bývala zde tvrz, která zanikla požárem a nedochovaly se po ní žádné stopy. Mezi léty 1200–1300 patřila mezi dobře opevněná sídla drobné venkovské šlechty, s kamennými základy, příkopem a palisádou. Po svém vypálení kolem roku 1306 zpustla a nebyla nikdy obnovena. Archeologický výzkum Ludvíka Šnajdra z let 1895–1896 zde odhalil asi tři sta předmětů, především stříbrné groše krále Václava II., mnoho zemědělských nástrojů, nářadí, vybavení stavby, keramiku a součásti výstroje a výzbroje jezdce. Soubor nálezů je uložen v Národním muzeu a v Národním zemědělském muzeu na zámku Kačina. Roku 1370 byla vesnice připojena k Neznášovu a roku 1495 obě vsi ke Smiřicům a s nimi zůstaly jako jedno panství až do zrušení patrimoniální správy.

## Přírodní poměry
Semonice leží v ploché krajině Východolabské tabuli. Východně od vesnice protéká řeka Labe a v severním části katastrálního území se nachází vrch Libiny.

## Pamětihodnosti
- Římskokatolický gotický kostel svaté Markéty byl založen pravděpodobně koncem 13. století majiteli zdejší tvrze. Písemně je doložen k roku 1352. Jeho patrony byli kolem roku 1357 Pešek a Ješík Herynkové ze Semonic. Kostel byl zbarokován od konce 17. do poloviny 18. století. Nachází se v něm kamenná barokní křtitelnice. Zděná věž byla postavena na místě původní věže dřevěné v letech 1866–1867. V současnosti je přifařen k děkanství v Jaroměři.
- Sbor českobratrské církve evangelické vznikl po vydání tolerančního patentu císaře Josefa II. Evangelický kostel byl postaven v novorenesančním slohu v letech 1869 až 1872, kdy byl založen také hřbitov a škola. Na kostel přispěli i císař František Josef I. a císařovna Alžběta Bavorská s podmínkou, že její peníze budou investovány do zvonu.[5]
- V letech 2017–2019 byl při stavbě dálnice D11 mezi Semonicemi a Rožnovem archeologicky prozkoumán vojenský tábor z 18. století. Sloužit mohl v roce 1745 pruské armádě (války o rakouské dědictví) nebo rakouské armádě v letech 1758 (sedmiletá válka) či 1778 (válka o bavorské dědictví). Z jeho opevnění byl výzkumem zachycen příkop a v něm umístěný pohřeb muže zemřelého na střelné zranění hrudníku. Na ploše tábora byly identifikovány stopy polních kuchyní, relikty obytných přístřešků a množství militárií nebo drobných užitkových předmětů.[6]

Podle Josefa Mirovíta Krále, který se odkazoval na (povážlivě nepřesnou) Hájkovu kroniku, měly být zrovna Semonice „místem narození ve vlastenské kronice pověstného Sámo, jenž se zde v osmém století narodil, a jejž Slované okolo l. 785. za krále svého si vyvolili.“

## Slavní rodáci
- František Čapek (hodinář) (4.4.1811–po 1869) – český hodinář, spoluzakladatel firem Patek Philippe v Ženevě a Czapek & Cie
- Blahoslav Hrubý (1911–1990) – český protestantský kněz, voják, emigrant a redaktor Rádia Svobodná Evropa